# Monsonia ignorata
Monsonia ignorata är en näveväxtart som beskrevs av Hermann Merxmüller och Schreiber. Monsonia ignorata ingår i släktet hottentottnävor, och familjen näveväxter. Inga underarter finns listade i Catalogue of Life.